# Nikita (serija)
Nikita (izvirno La Femme Nikita) je kanadska vohunska TV-serija, temelječa na izvirnem francoskem filmu režiserja Luca Bessona iz leta 1990.
Predvajati se je začela januarja 1997 na USA Network in se končala marca 2001. V Sloveniji je serijo predvajal Kanal A.